# مدرسة البحرين
مدرسة البحرين هي مدرسة تابعة لوزارة دفاع الولايات المتحدة وتقع في قرية الجفير بالمنامة عاصمة البحرين.

## نظرة عامة
يتم إدارة المدرسة من قبل جمعية مدرسة البحرين الدولية بالتعاون مع وزارة الدفاع الولايات المتحدة باستقبال الطلاب من رياض الأطفال حتى الصف الثاني عشر. يحصل الخريج على شهادة تعادل الدبلوم الأمريكية.
مدرسة البحرين هي المدرسة الوحيدة التابعة لوزارة دفاع الولايات المتحدة في منطقة الخليج العربي. أقرب مدرسة جغرافيا هي مدرسة جورج سي مارشال التي تقع في أنقرة عاصمة تركيا. يتوفر التعليم في المقام الأول لأبناء القوات البحرية الأمريكية المتواجدة في البحرين ولكن تاريخيا حوالي نصف الطلبة المسجلين كانوا بحرينيين أو أرامكو أو الموظفين الدبلوماسيين. انخفض عدد الطلبة بسبب خفض جنود البحرية في يوليو 2004 عندما أرسلوا لبلادهم بسبب مخاوف أمنية. في يوليو 2009 عادوا مجددا إلى البحرين. حسب العام الدراسي 2009-2010 فقد كان 138 طالب في صفوف الروضة و 365 طالب في الصفوف الابتدائية و650 طالب في الصفوف الثانوية.

## الرياضات
مدرسة البحرين لديها العديد من الألعاب الرياضية التي تحاكي المدارس الأمريكية مثل كرة السلة وكرة القدم والبيسبول وكرة القدم الأميركية وسباقات المضمار والميدان. تتنافس المدرسة مع مدارس أخرى في البحرين. المدرسة جزء من دودز أوروبا (المدارس التابعة وزارة الدفاع) وتتنافس أيضا في دودز البطولات الأوروبية.

## الاعتماد
تم اعتماد مدرسة البحرين من قبل الجمعية المركزية للكليات ومدارس الشمال لتقديم الدبلوم الأمريكي. يخول مجلس الكلية مدرسة البحرين تقديم دورات المستوى المتقدم: حساب التفاضل والتكامل والاقتصاد الجزئي والكيمياء والفيزياء والإسبانية. في عام 1982 أصبحت المدرسة الأولى في البحرين في تقديم دبلوم البكالوريا الدولية في ظل اعتماد منظمة البكالوريا الدولية.

## خريجون بارزون
- صاحب السمو الملكي سلمان بن حمد آل خليفة ولي عهد مملكة البحرين ونائب القائد الأعلى لقوة دفاع البحرين.
- الشيخ عيسى بن سلمان آل خليفة نجل ولي عهد مملكة البحرين والثاني في ترتيب ولاية العرش.
- سمر بيشيل ممثلة أمريكية من أصول هندية ترشحت لإحدى جوائز الروح المستقلة.